# Puck Oversloot
Puck Oversloot (n. 22 mai 1914, Rotterdam, Țările de Jos – d. 7 ianuarie 2009, Rotterdam, Țările de Jos) a fost o înotătoare ce a reprezentat Regatul Țărilor de Jos, medaliată olimpică. A participat la o ediție a Jocurilor Olimpice (1932) în care a câștigat o medalie de argint.

## Participări
Lista de mai jos prezintă principalele competiții la care a participat Puck Oversloot de-a lungul carierei.
- swimming at the 1932 Summer Olympics – women's 4 × 100 metre freestyle relay[*]